# Crocus cartwrightianus
Crocus cartwrightianus là một loài thực vật có hoa trong họ Diên vĩ. Loài này được Herb. miêu tả khoa học đầu tiên năm 1843.